# Matsyasana
Matsyasana (Sanskrit मत्स्यासन, IAST matsyāsana), deutsch Fisch, ist eine klassische Übung des Yoga, eine der 84 Hauptübungen des Hatha Yoga und Teil der Rishikesh-Reihe. Der Sanskritname bildet sich aus den Wörtern matsya „Fisch“ und āsana „Sitz“ oder „Körperhaltung“.

## Mythologischer Hintergrund
In seiner Anleitung von matsyasana stellt B. K. S. Iyengar folgenden mythologischen Hintergrund voran: „Diese Stellung ist Matsya, der Fisch-Inkarnation von Vishnu gewidmet, dem Schöpfer und Erhalter des Weltalls und aller Dinge. Es wird berichtet, dass einstmals die ganze Erde verderbt und von einer alles umfassenden Flut überwältigt zu werden drohte. Vishnu nahm die Gestalt eines Fisches an und warnte Manu (den Adam der Hindus) vor dem drohenden Unheil. Dann trug der Fisch Manu, seine Familie und die sieben großen Weisen in ein Schiff, das an einem Horn auf seinem Kopf festgebunden war. Auch die Veden wurden auf diese Weise vor der Flut gerettet.“

## Vorbemerkung

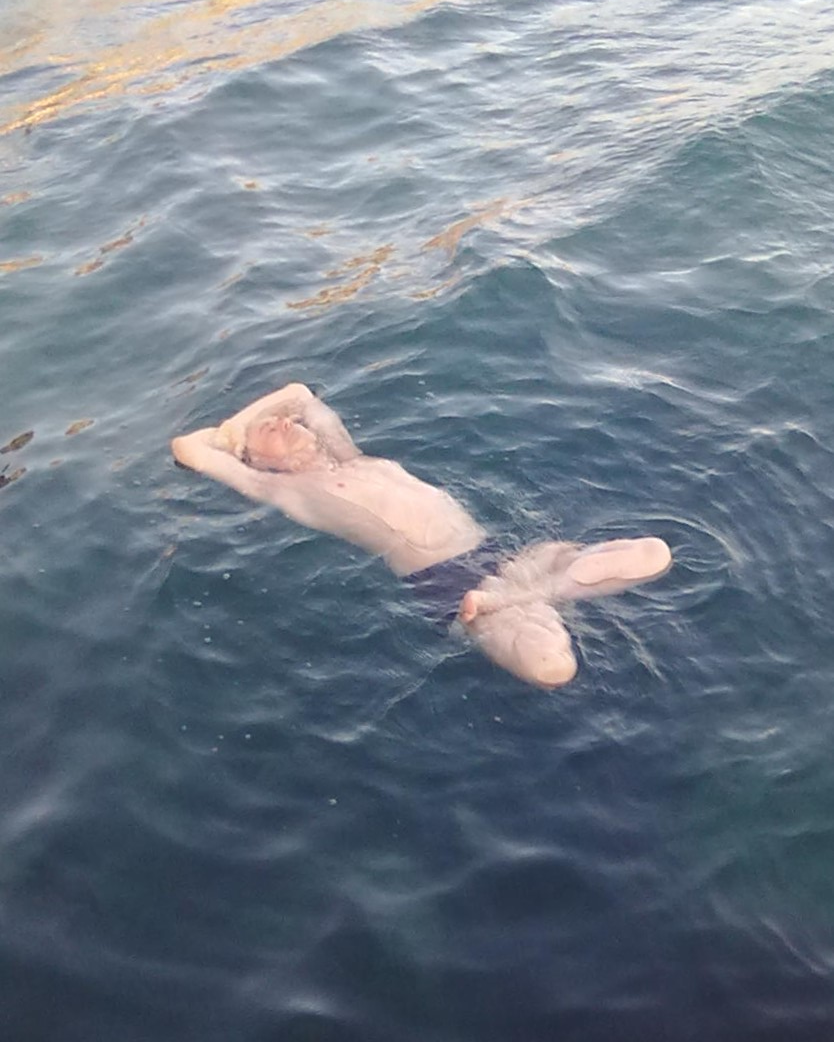
Matsyasana im Wasser

André van Lysebeth merkt an, dass die klassischen Sanskrit-Texte über diese Asana zu Recht ausdrücken, sie erlaube es, wie ein Fisch im Wasser zu schwimmen. Dies ergäbe sich vor allem aus der Verlagerung des Schwerpunkts hin zur Körpermitte. Vers II, 21 der Gherandasamhita – eine dieser klassischen Sanskrit-Schriften – offenbart, dass hierfür die Beine zum Lotossitz gekreuzt werden.
In der bekanntesten klassischen Yogaschrift Hathapradipika ist matsyasana nicht erwähnt, ebenfalls nicht in der Übungsabfolge des Bikram-Yoga.

## Körperliche Ausführung
Swami Sivananda leitet matsyasana im klassischen Sinne der Gherandasamhita an und lässt die Beine im Sitzen nacheinander zum Lotossitz kreuzen. Folgend nimmt der Übende die Rückenlage ein, biegt „das Kreuz durch und stemmt den Scheitel auf den Boden“, indem er den Rücken gut hochwölbt. Die Zehen werden mit den Händen gefasst.
Diese Anleitung zum Fisch im Lotos finden wir auch bei Erling Petersen, im Ashtanga Vinyasa Yoga (in der Abschlusssequenz) und bei B. K. S. Iyengar. Iyengar fasst abschließend die Fußrücken mit den Händen und fügt hinzu, dass dadurch der Rückenbogen verstärkt und der Kopf noch weiter zurückgezogen werden kann.

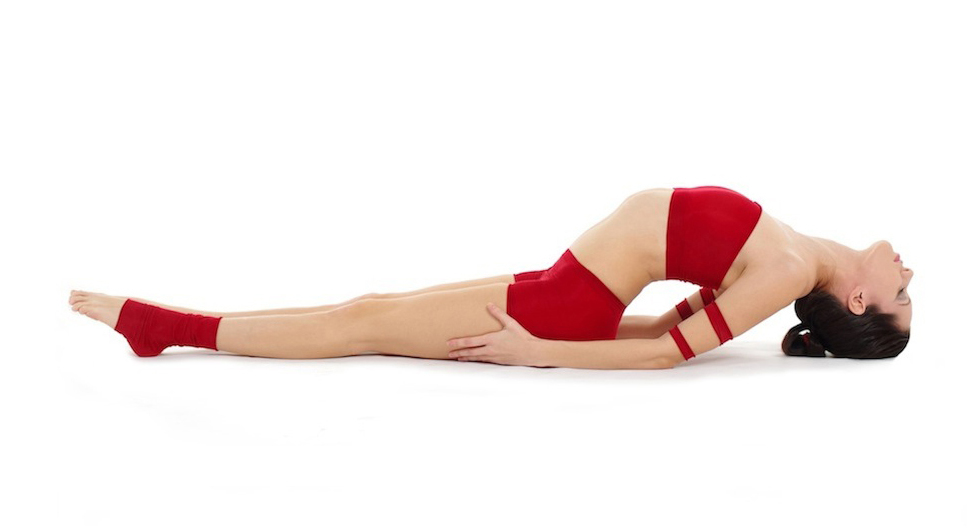
Yogaübung Fisch, ausgeführt nach der Anleitung von André van Lysebeth

Da nach André van Lysebeth der Lotossitz vielen Europäern nicht möglich ist, unterrichtet er den Fisch mit gestreckten Beinen. Aus der Sitzposition stützt sich der Oberkörper nacheinander auf den linken und rechten Ellbogen ab. Die Brust wird nach vorn und oben bewegt, der Kopf so weit wie möglich nach hinten gestreckt und langsam zum Boden geführt, indem die Ellbogen nach vorn verlegt werden. Der Oberkörper formt einen Bogen. Nach einiger Übung können die Hände auf den Oberschenkel gelegt werden und die Unterstützung durch die Ellbogen entfällt.
Swami Vishnudevananda, ein Schüler von Sivananda, bietet für matsyasana ebenso die Variante mit gestreckten Beinen an. Er rät, die Ausführung in der Rückenlage zu beginnen und „die Hände, die Handflächen nach unten, unter die Oberschenkel“ zu schieben. „Dann hebe man mit den Ellbogen die Brust, beuge den Nacken so weit wie möglich nach hinten, bis der Scheitel des Kopfes den Boden berührt.“
Das Sivananda Yoga Vedanta Zentrum unterrichtet den Fisch nahezu identisch wie Vishnudevananda, präzisiert jedoch, dass die Hände unter dem Gesäß mit den Handflächen nach unten „nebeneinander bleiben“ und die Ellbogen unter dem Rücken „so nah wie möglich“ zusammenkommen sollten.

## Führung der Aufmerksamkeit in der Übung
André van Lysebeth schlägt vor, die Aufmerksamkeit z. B. auf die sich einstellende tiefe obere Atmung im Bereich der Schlüsselbeine zu lenken.
Swami Kriyananda, direkter Schüler von Paramahansa Yogananda, bietet für matsyasana eine Affirmation an, die während der Ausführung gedacht werden kann: „La mia anima fluttua su onde di luce cosmica“, was übersetzt bedeutet: „Meine Seele wogt auf Wellen des kosmischen Lichts.“

## Gesundheitliche Aspekte
André van Lysebeth erwähnt, dass die Lungenkapazität durch die intensive Dehnung des Thorax zunimmt und dadurch die Vitalkapazität des Menschen im gleichen Maße wächst. Die Weitung des Brustkorbs lässt eine Flexibilisierung der Wirbelsäule entstehen und wirkt einem runden, steifen Rücken entgegen.
Swami Sivananda berichtet, dass durch die Übung sämtliche Baucheingeweide und Organe massiert und Verstopfung beseitigt werden.
Swami Vishnudevananda bezeichnet den Fisch als eine „unschätzbare Hilfe, um Nacken- und Lendengegend biegsam zu machen, die Schultermuskeln zu trainieren und die Blutzirkulation in den betroffenen Teilen zu erhöhen.“
B. K. S. Iyengar schreibt: „Die Schilddrüse zieht Nutzen aus der Übung, da auch der Hals gestreckt wird. Der Beckenbereich wird geschmeidiger.“ Der Fisch „heilt entzündete oder blutende Hämorrhoiden.“